# Sparassis crispa
Sparassis crispa (Franz Xaver von Wulfen ex Elias Magnus Fries 1821, sin. Clavaria crispa (Franz Xaver von Wulfen, 1781), din încrengătura Basidiomycota, în familia Sparassidaceae și de genul Sparassis, denumită în popor (tot așa ca „gemenul” ei Sparassis laminosa) creasta cocoșului, crețușcă sau crețișoare, este o ciupercă comestibilă, fitoparazită care atacă rădăcinile pomilor. Ea se poate găsi În România, Basarabia și Bucovina de Nord în păduri de conifere (și montane) în primul rând sub pini de pădure, dar de asemenea și mult mai rar pe lângă alte specii de pini sau sub brazi, larici și molizi. Provoacă putregaiul roșu al lemnului. Timpul apariției este  din august până în octombrie (noiembrie). Specia crește pe toate continentele (în afară de Antarctică).

## Taxonomie
Ciuperca a fost menționată pentru prima dată de Giovanni Antonio Scopoli în volumul I al cărții sale din 1772, Dissertationes ad scientiam naturalem pertinentes, aprobată de Franz Xaver von Wulfen (1728-1805) sub numele Clavaria crispa. În 1774 savantul și superintendentul luteran german Jacob Christian Schäffer a descris-o, de verificat în Index fungorum, ca Helvella ramosa. În sfârșit, în anul 1821, Elias Magnus Fries a redenumit-o sub numele actual de Sparassis crispa.

## Descriere

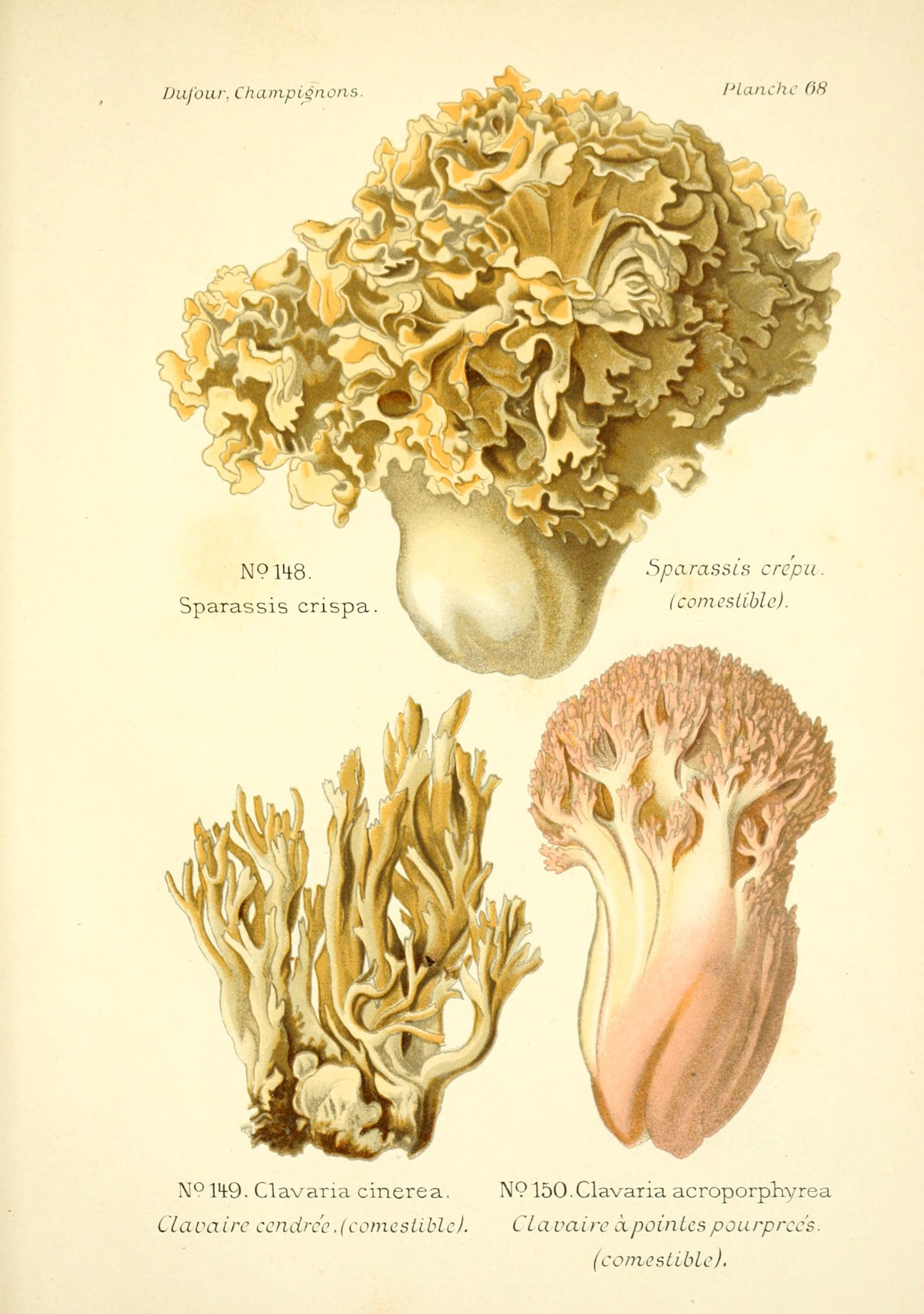

Aceste ciuperci nu se găsesc foarte des, dar apar mereu în același loc.
- Corpul fructifer:  are un diametru de 15-30 cm, format dintr-o mulțime de ramuri turtite, subțiri și ondulate, răsucite și amestecate care dau acestei ciuperci aspectul unei căpățâni uriașe a Salatei de Batavia. Ele sunt acoperite pe ambele părți cu stratul himenal. Culoarea este în tinerețe albuie, schimbând la maturitate spre alb murdar, adesea oară spre gălbui, arătând la bătrânețe margini brune.
- Piciorul: partea vizibilă, de culoare brună, este scurtă, cilindrică sau boantă, globuloasă și de consistență fibroasă. Trunchiul se înfige adânc în pământ, ramificându-se puternic și terminând în încrucișări cărnoase, turtite și îndoite, dense precum zburlite și sinuate. Ele penetrează rădăcinile de arbor, exploatând sucul acelora, producând și un putregai roșiatic al lemnului de pin.
- Carnea: este moale și ceva elastică, cea a piciorului mai tare, asemănătoare cauciucului. Buretele are un miros amintind de zbârciogi și gust de aluni. Bătrân miroase rășinos.
- Caracteristici microscopice: are spori ovoidali, hialini (translucizi), netezi și albi, având o mărime de 5-7 x 4-5 microni.[4][7]

Există o variabilitate cu bordură mai deschisă la care piciorul este alburiu sau galben deschis, din loc în loc pătat cu roșcat sau brun.
Cu toate că Sparassis crispa este de mare asemănare cu Sparassis laminosa, ea reprezintă o specie proprie.

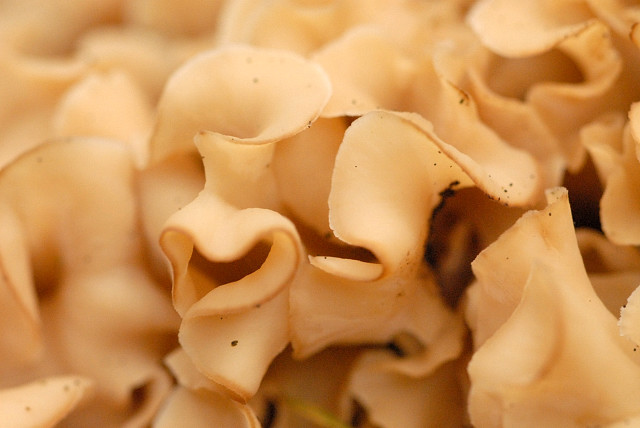
Sp. crispa ramuri din apropiere
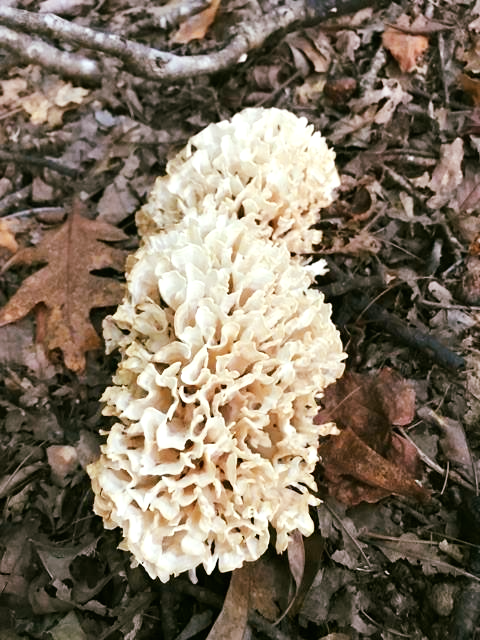
Sp. crispa tânără
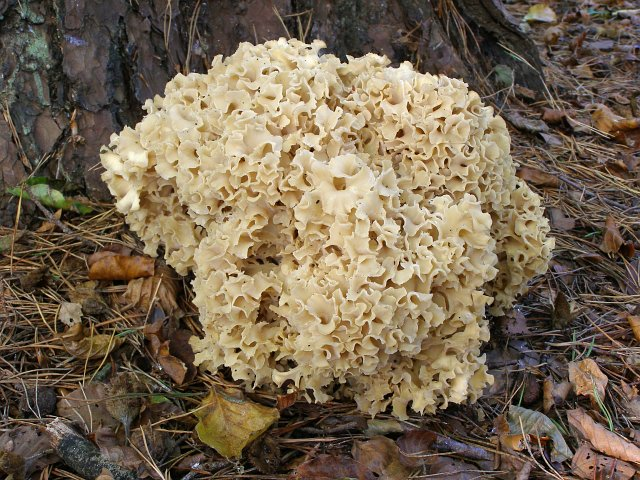
Sp. crispa matură
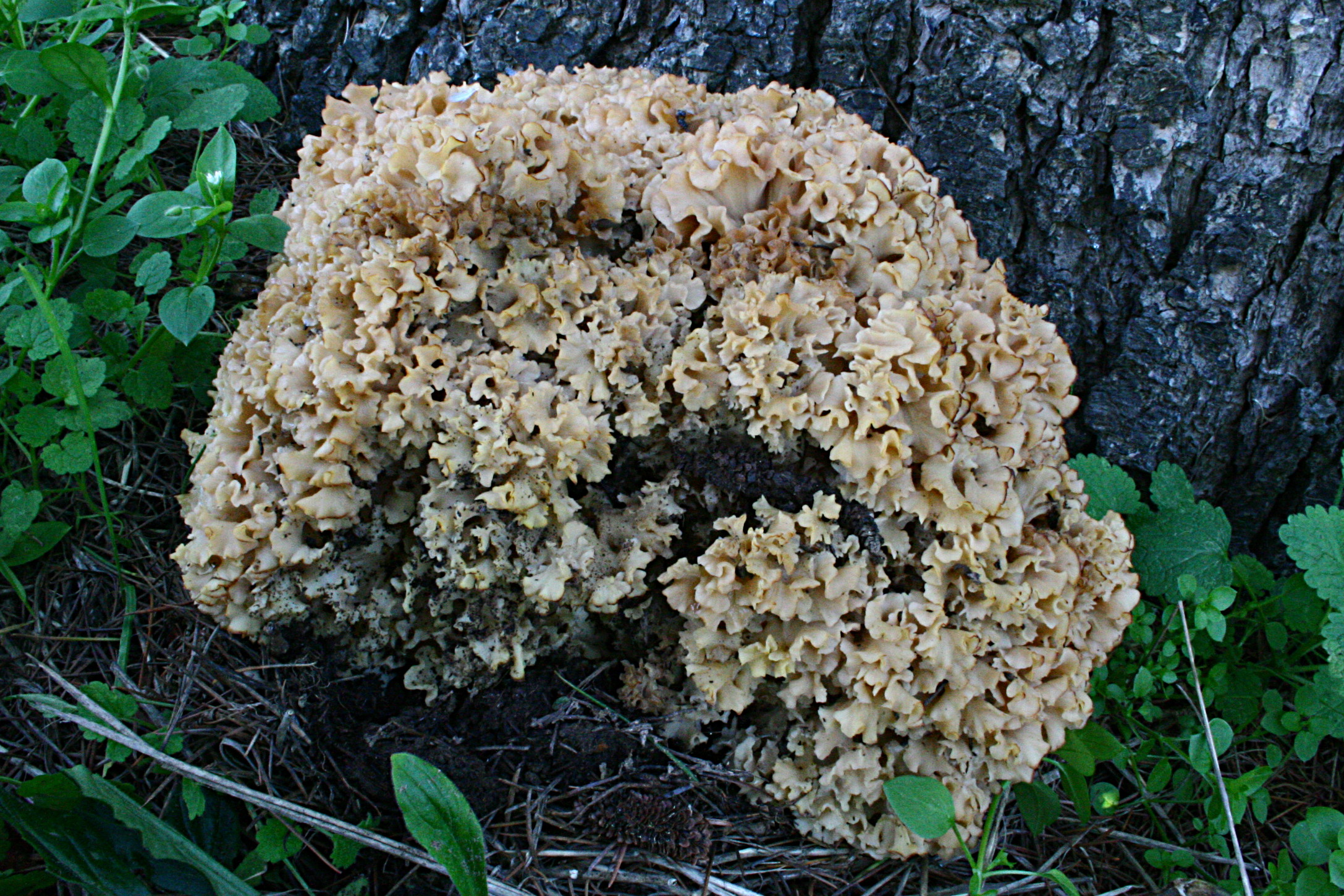
Sp. crispa bătrâna
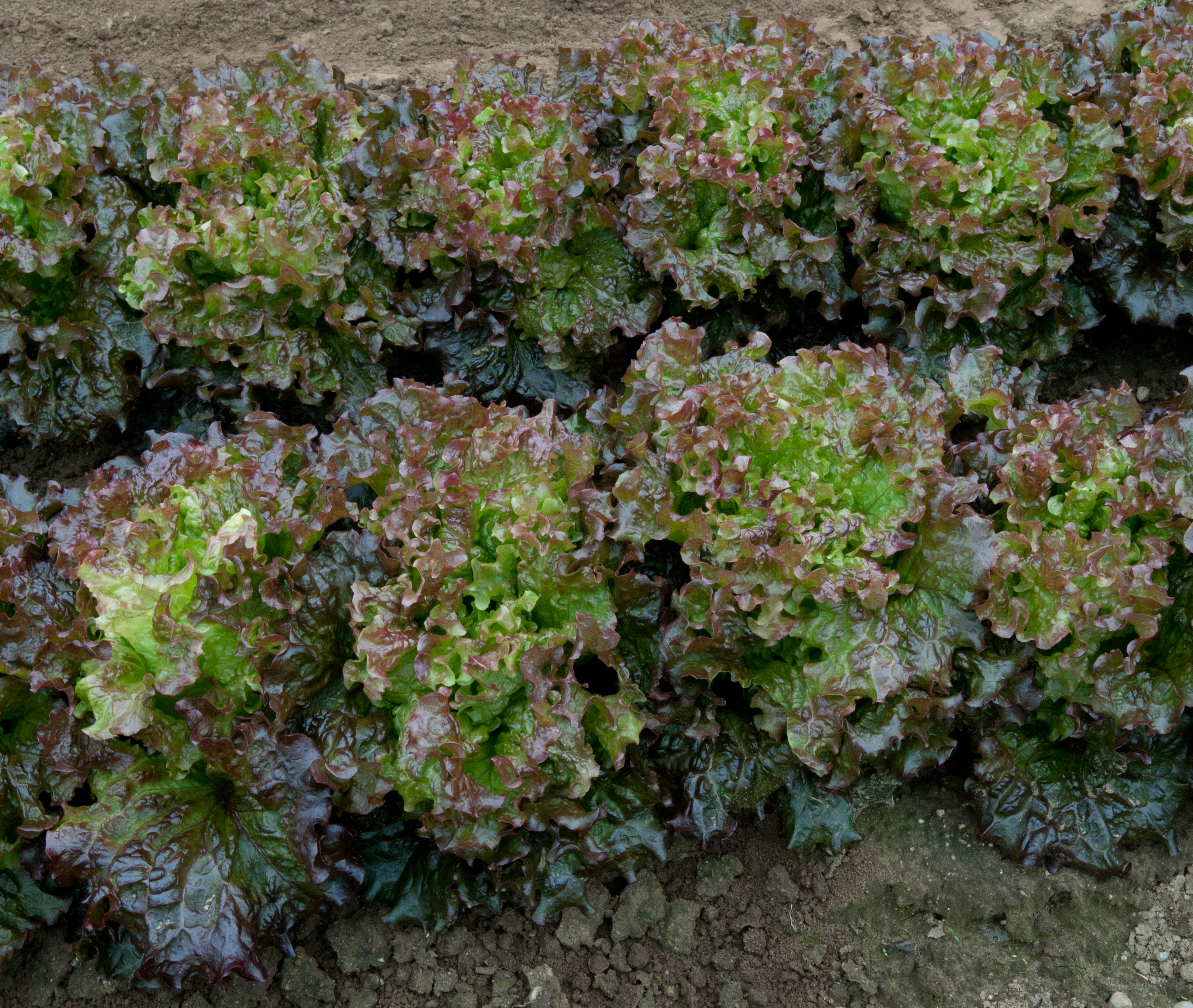
Salată de Batavia

## Confuzii
Dacă s-ar lua seama de lățimea fâșiilor precum mărimea speciei, o confundare ar fi destul de grea cu excepția suratei tare asemănătoare și de asemenea bine gustoase Sparassis laminosa sin. Sparassis brevipes. Totuși se întâmplă, anume cu ciuperci de genul Ramaria, aici cu otrăvitoarele Ramaria formosa sau Ramaria pallida (ambele cauzând simptome de natură gastrointestinală care includ greață și vărsături), cu câteva soiuri necomestibile, ca de exemplu Ramaria stricta sau Ramaria flavoides precum cu soiuri comestibile ca Ramaria aurea, Ramaria botrytis, (cea mai gustoasă),, Ramaria flava, Ramaria flavescens (comestibilă), Ramaria largentii (comestibilă), Ramaria rufescens sin. Clavaria rufescens (toate de consumat numai în stadiu tânăr) și Ramaria stricta (necomestibilă).

## Specii asemănătoare în imagini

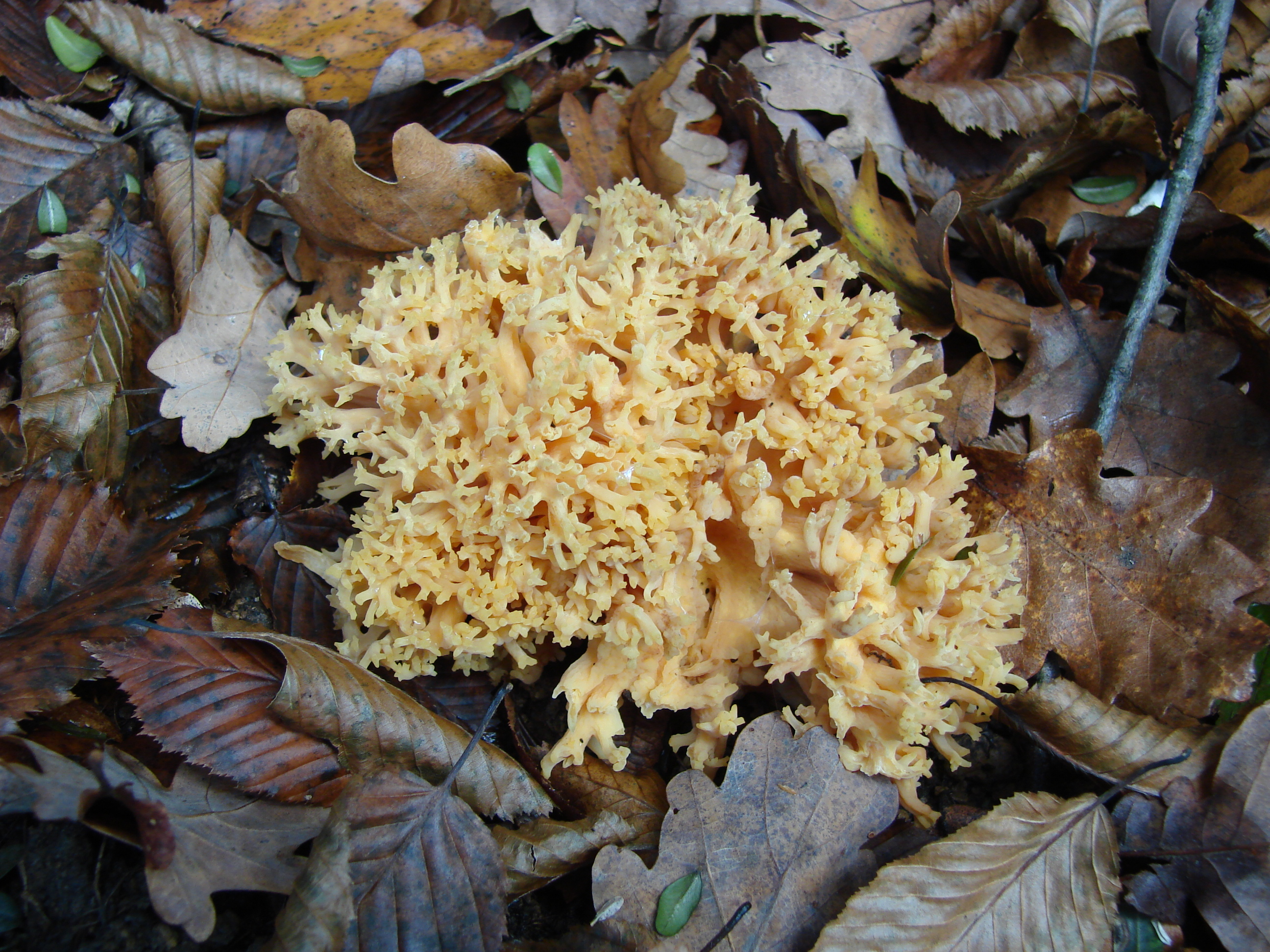
Ramaria aurea
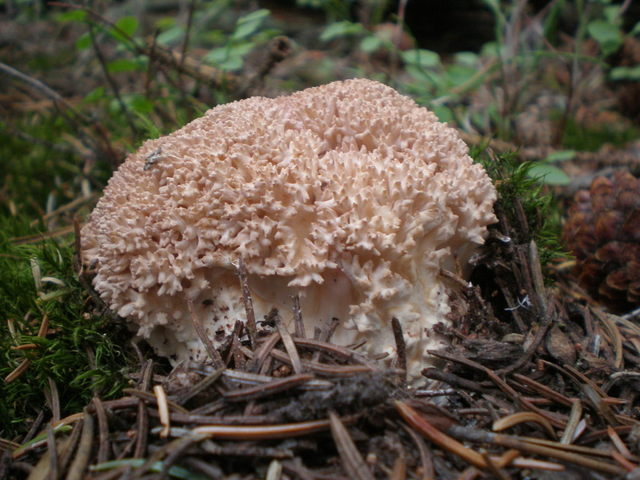
Ramaria botrytis
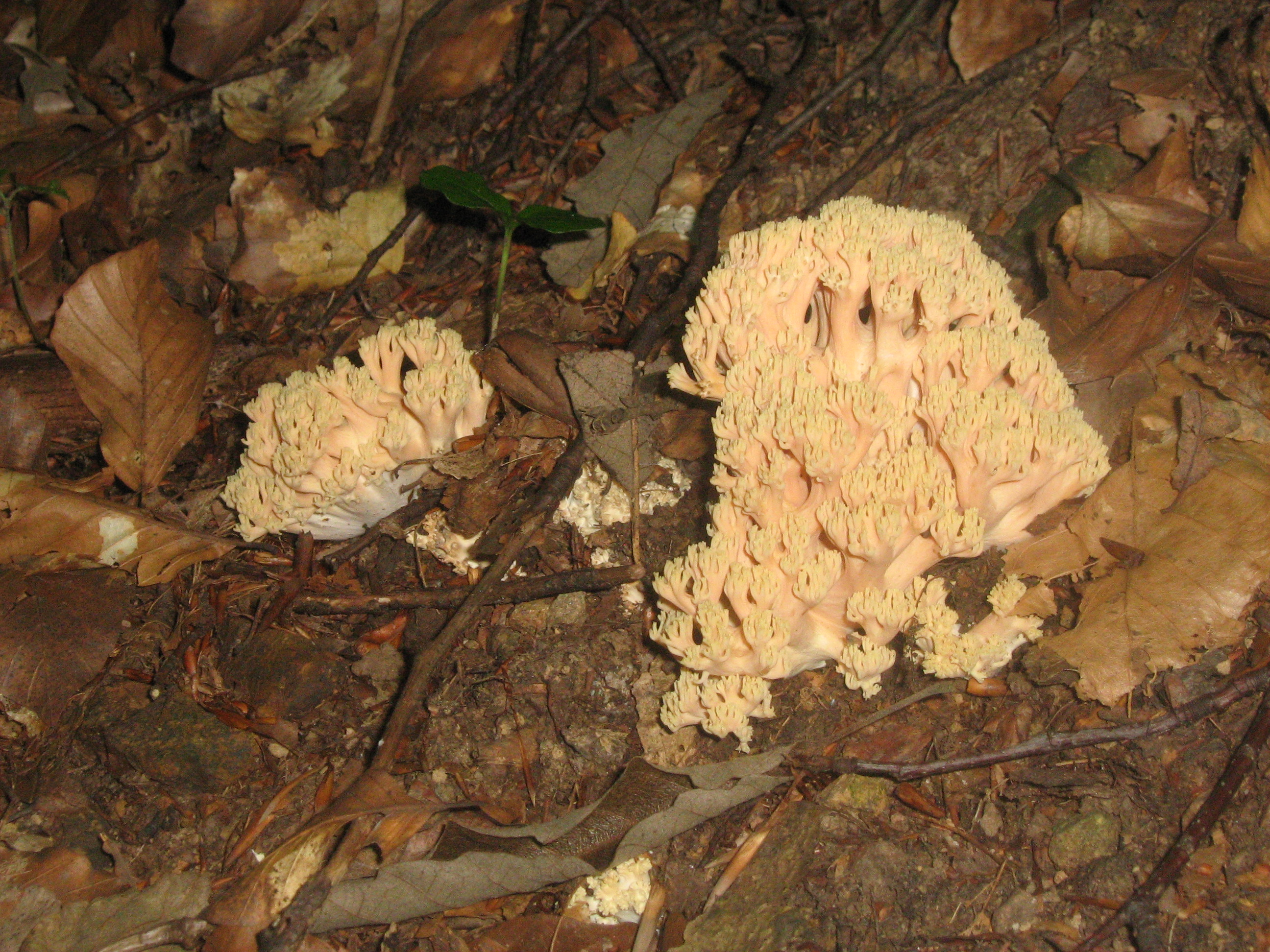
Ramaria flava
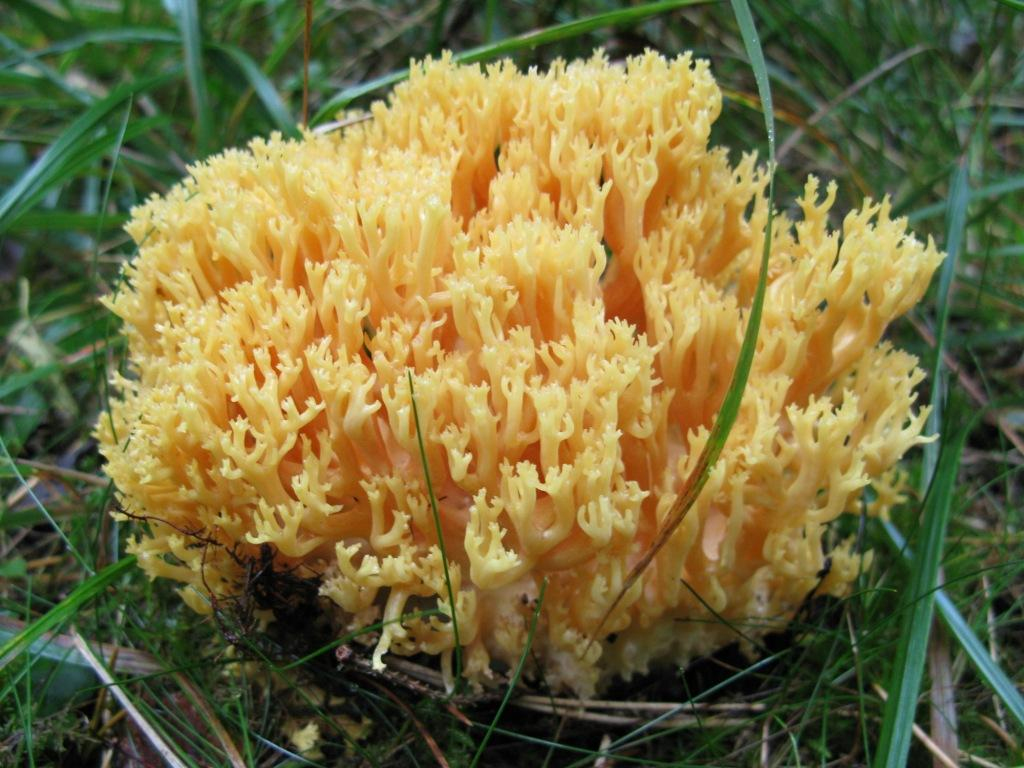
Ramaria flavescens
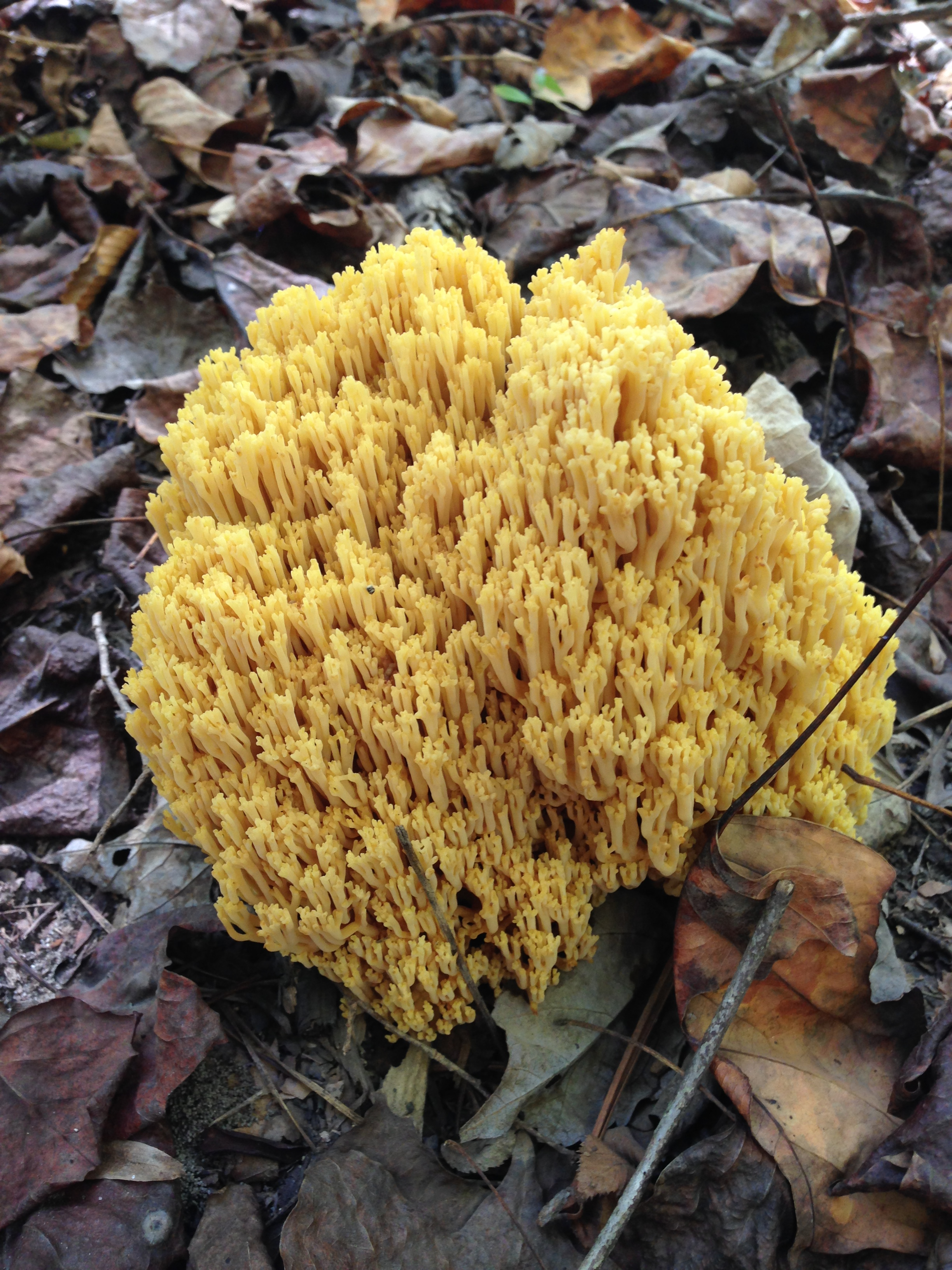
! Ramaria flavoides!
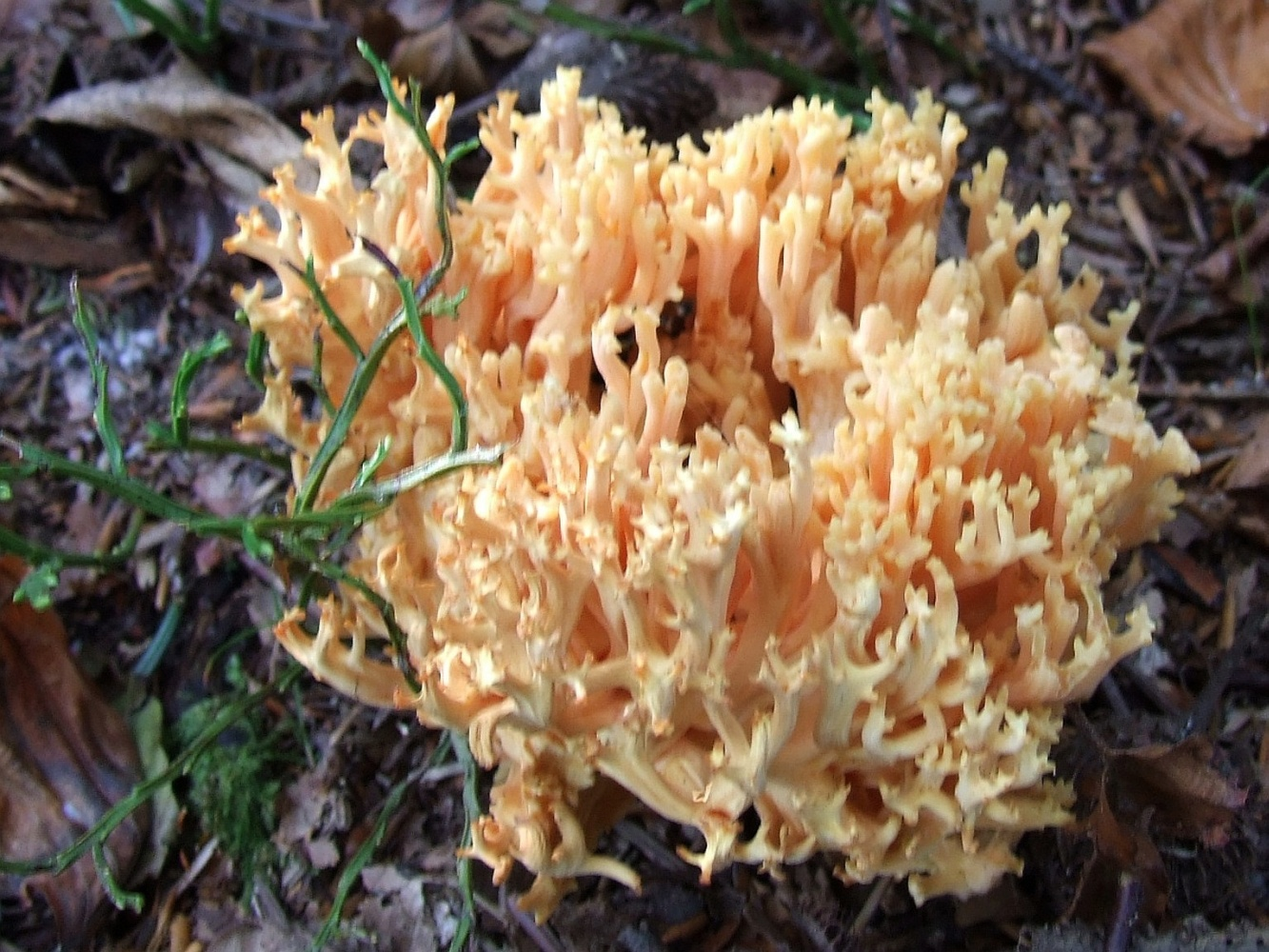
!! Ramaria formosa!!

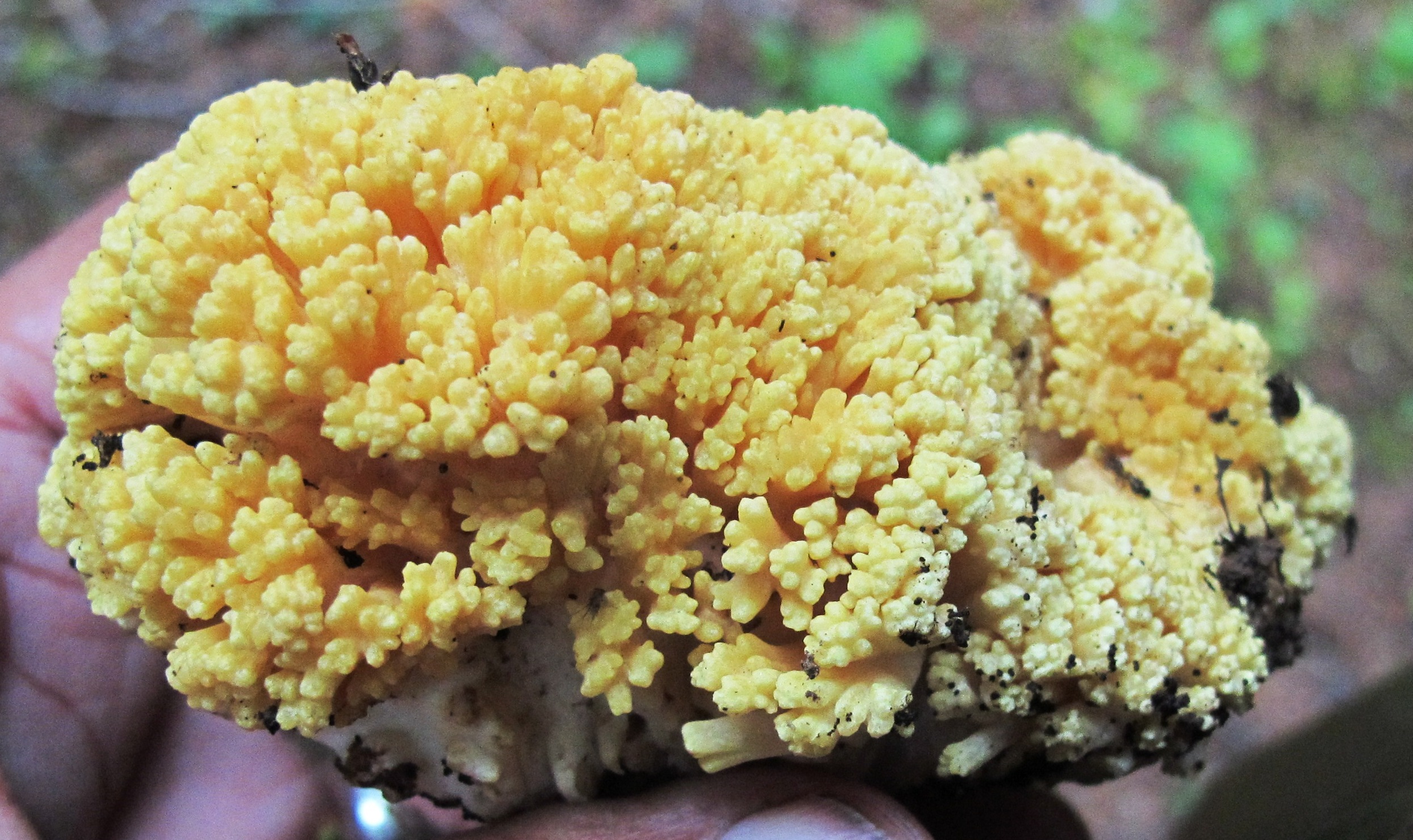
Ramaria largentii
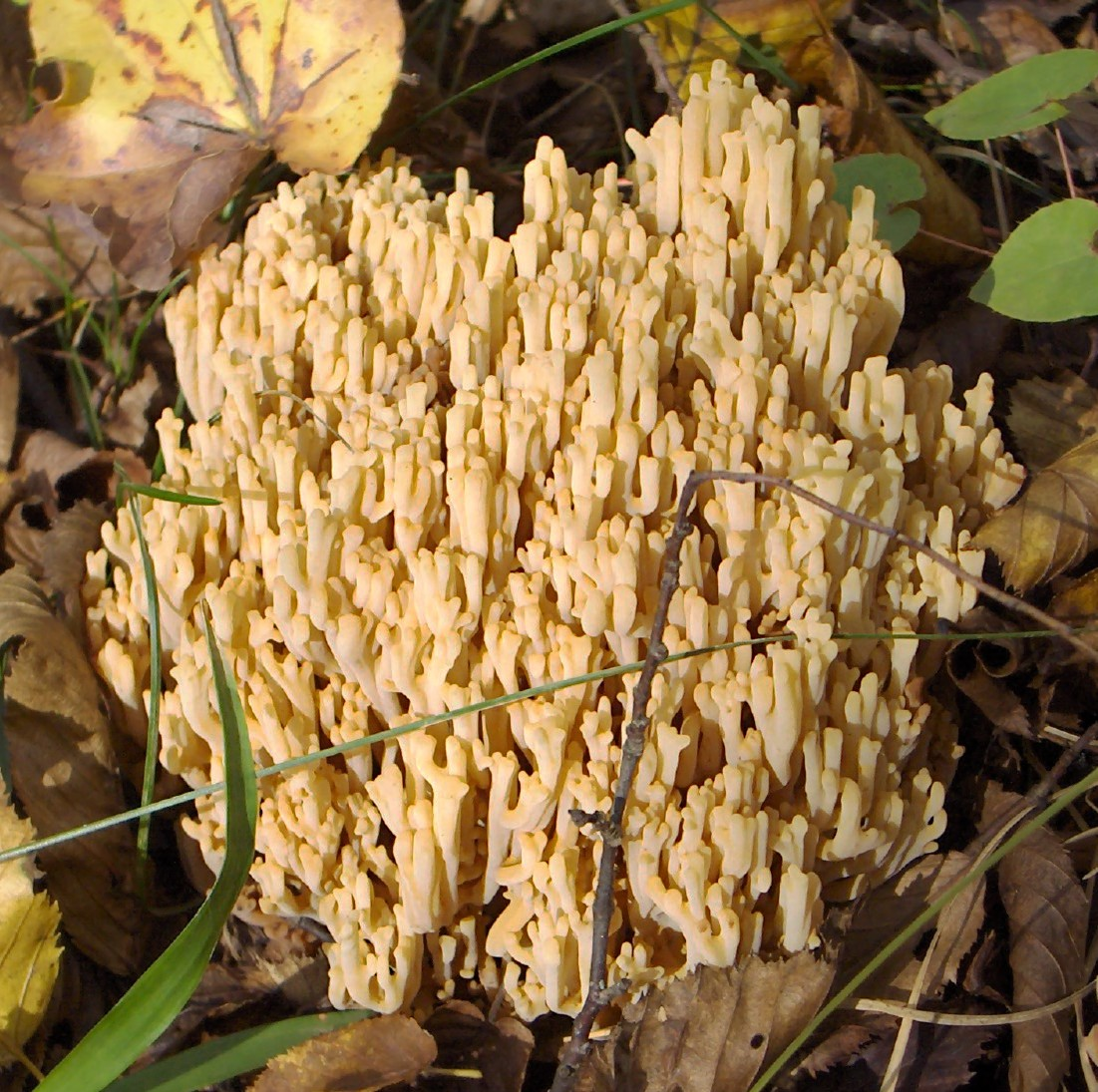
!! Ramaria pallida!!
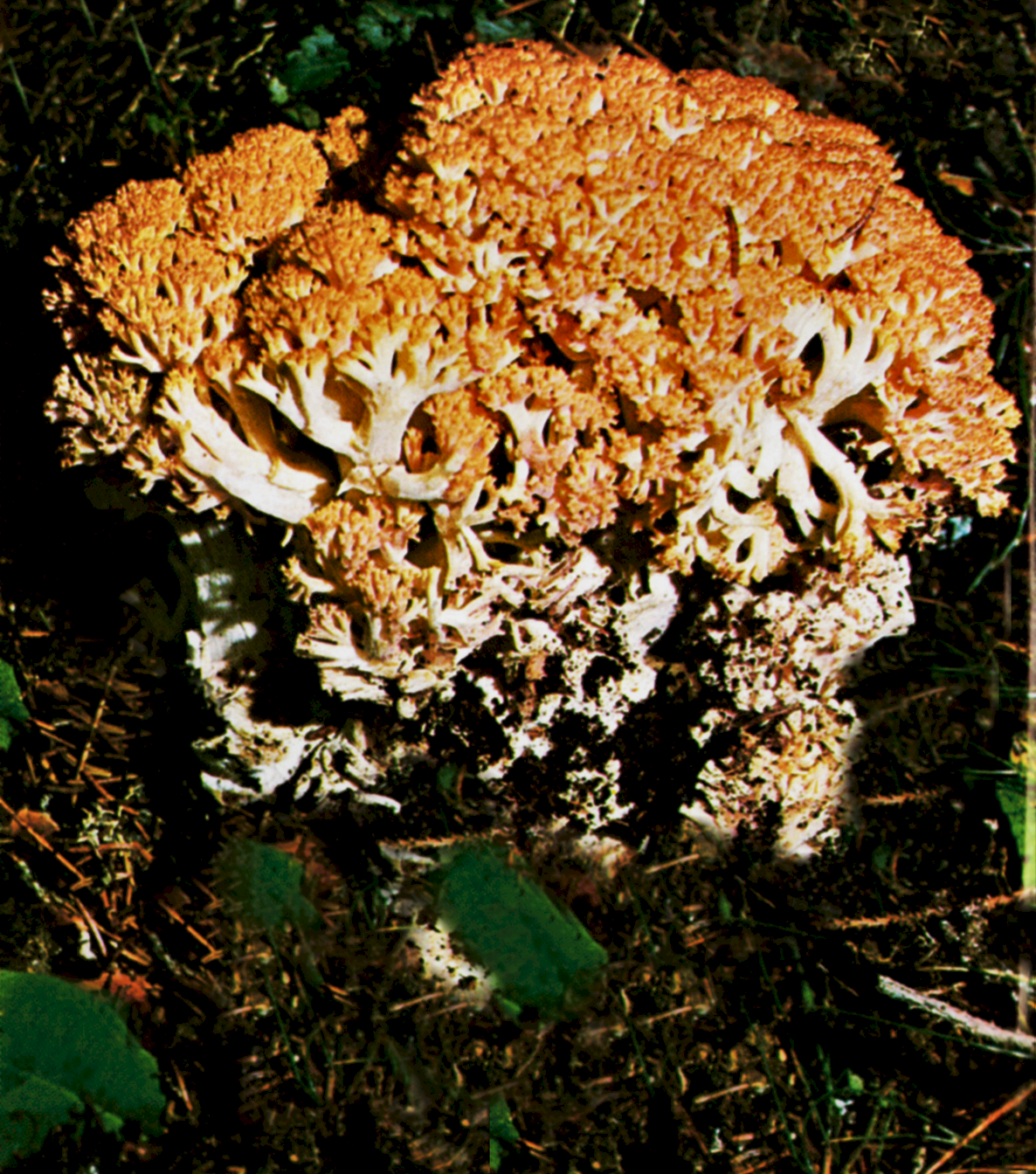
Ramaria rufescens
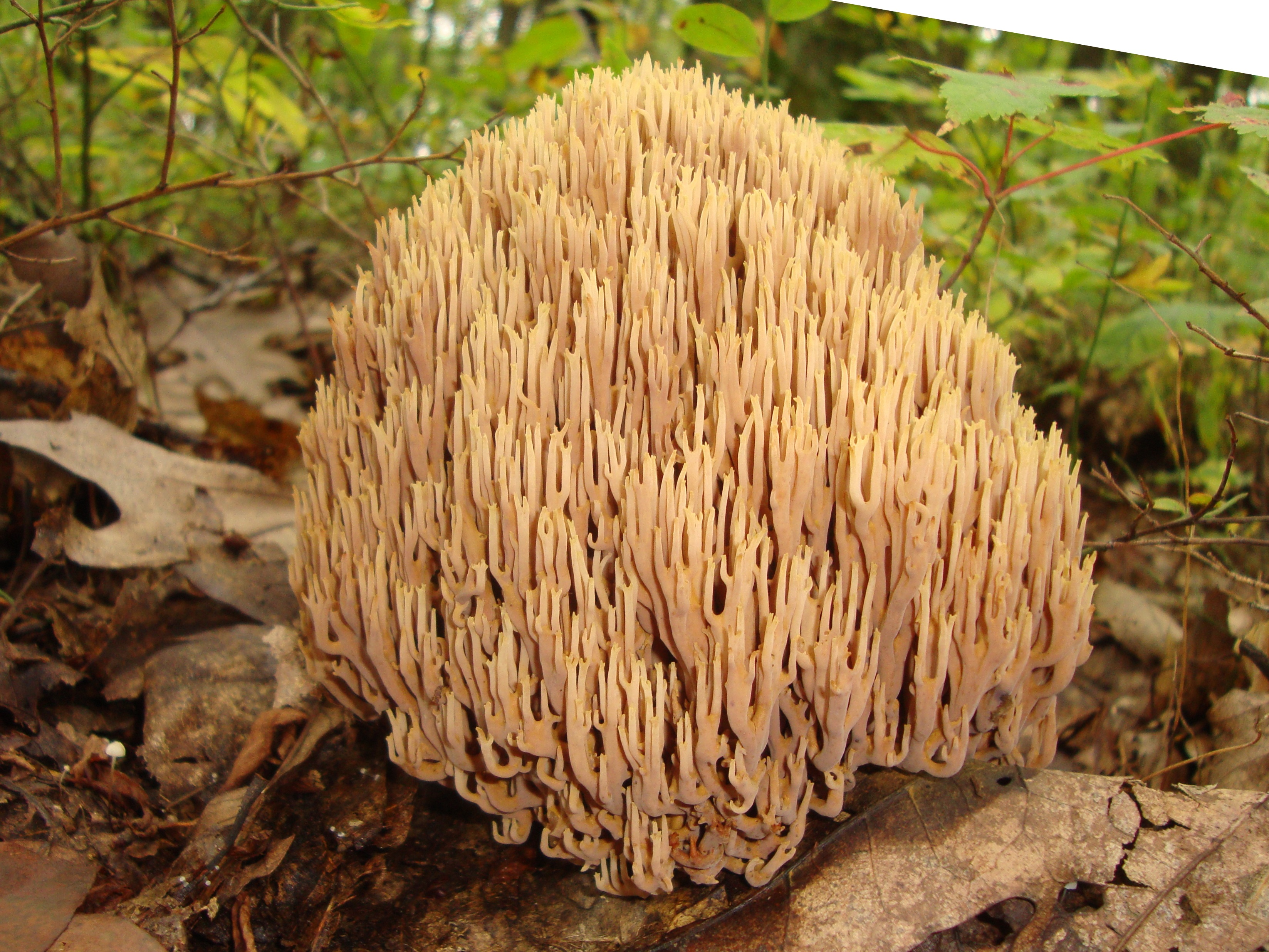
!Ramaria stricta!
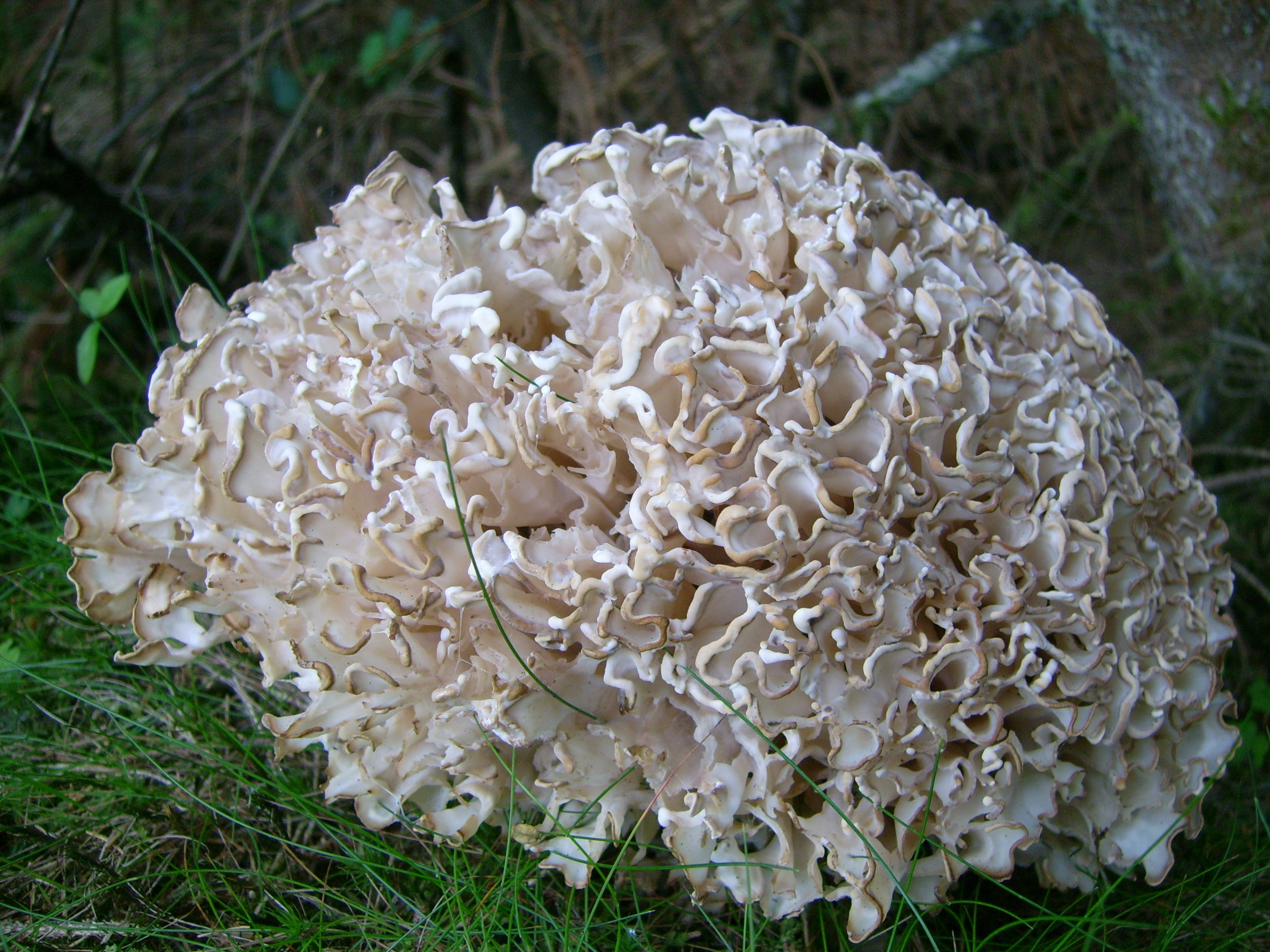
Sparassis laminosa sin. Sparassis brevipes

## Valorificare
Din Sparassis crispa se pot pregătii multe feluri de mâncare, ca Șnițel vienez, Șnițel à la parisienne, ciulama, piftie, învelită în slănină la cuptor precum adăugată la creier de porc sau vițel, tăieței sau macaroane. De asemenea, ciuperca poate fi uscată.
Pentru a savura ciupercile fără complicații, trebuie dat neapărat atenție:
- Buretele este de spălat mai multe ori în apă caldă, pentru a îndepărta murdăriri, nisip și insecte.
- Exemplare bătrâne devin vâscoase, amare și incomestibile.
- Pârți brunate sau apoase trebuie îndepărtate, pentru că dăunează sănătății, provocând simptome tari de natură gastrointestinală.